# Hamada (Shimane)
Hamada (浜田市?, Hamada-shi) è una città giapponese della prefettura di Shimane.